# Attilio Amalteo
Attilio Amalteo (Oderzo, 1545 – Roma, 25 maggio 1633) è stato un arcivescovo cattolico e diplomatico italiano, al servizio dello Stato della Chiesa.

## Biografia
Nacque da Marietta Melchiori Tomasi e da Girolamo Amalteo, medico e professore dell'università di Padova. Gli Amalteo erano un'illustre famiglia locale che aveva dato importanti personalità in ambito culturale.
Anche Attilio studiò all'ateneo patavino e vi conseguì la laurea in diritto civile e canonico. Entrò poi nel clero secolare e concluse gli studi di teologia al Collegio Romano. L'Amalteo era stato infatti chiamato a Roma prima del 1573 dallo zio Giambattista, funzionario della curia, il quale gli aveva procurato l'incarico di segretario del cardinale Tolomeo Gallio. Nel 1583 venne nominato segretario della Cifra da papa Gregorio XIII, mentre l'anno successivo diveniva referendario delle Due Segnature e quindi prosegretario di Stato.
Nell'aprile 1592 partì alla volta della Transilvania quale nunzio straordinario: qui papa Clemente VIII intendeva porre un freno al dilagare dell'eresia, spronato dall'iniziativa del principe Sigismondo Báthory. Il 27 giugno giunse a Gyulafehérvár e illustrò a Sigismondo i propositi del pontefice: che fossero richiamati in Transilvania i gesuiti, non avvenissero alleanze con i Turchi e che lo stesso principe sposasse una cattolica. Sigismondo diede garanzia della sua buona volontà, ma invitò il nunzio a lasciare la Transilvania per non fomentare le reazioni degli eretici.
L'Amalteo si spostò quindi nel regno di Polonia, dove consegnò un breve pontificio a re Sigismondo III Vasa, per poi tornare a Roma.
Nel 1596, scoppiata la Lunga Guerra, fu inviato presso l'imperatore Rodolfo II in qualità di supremo commissario pontificio alla guerra. L'anno successivo - forse - era a Parigi per mediare tra Enrico IV di Francia e Carlo Emanuele I di Savoia, in conflitto per il marchesato di Saluzzo.
Nel 1600 fu nominato protonotario apostolico.
Il 14 agosto 1606 papa Paolo V lo nominò arcivescovo titolare di Atene; ricevette l'ordinazione episcopale a Roma il 20 agosto seguente dal cardinale Roberto Bellarmino.
Il 1º settembre successivo fu inviato a Colonia per presiedere alla locale nunziatura apostolica. La circoscrizione comprendeva la Germania settentrionale e i Paesi Bassi e la sua popolazione era quasi completamente passata al protestantesimo, tuttavia sussistevano alcune minuscole comunità cattoliche di cui si ignorava la consistenza e, spesso, l'esistenza. Nel 1607, quindi, l'Amalteo affidò ai gesuiti un'inchiesta tuttora importante fonte per capire la situazione religiosa nella Germania settentrionale dell'epoca. Dal rapporto emerse che nelle diocesi di Verden, Halberstadt, Magdeburgo, Brema e Lubecca il cattolicesimo era quasi del tutto scomparso; a Osnabrück e Minden esso costituiva ancora una forte minoranza ma stava declinando, mentre a Münster e Paderborn i luterani erano ancora in minoranza. In base ai risultati, l'Amalteo organizzò un'assidua opera per il sostegno delle circoscrizioni più svantaggiate, che terminò il 26 aprile 1610 quando fu richiamato a Roma e sostituito con Antonio Albergati.
Da questo momento fu costantemente impegnato in curia, ma non ricoprì cariche rilevanti. Dopo il 1623 fu nominato primo assistente alla cappella pontificia da papa Urbano VIII.

## Genealogia episcopale e successione apostolica
La genealogia episcopale è:
- Cardinale Guillaume d'Estouteville, O.S.B.Clun.
- Papa Sisto IV
- Papa Giulio II
- Cardinale Raffaele Riario
- Papa Leone X
- Papa Paolo III
- Cardinale Francesco Pisani
- Cardinale Alfonso Gesualdo
- Papa Clemente VIII
- Cardinale Roberto Bellarmino, S.I.
- Arcivescovo Attilio Amalteo

La successione apostolica è:
- Vescovo Theodor Riphaen (1607)
- Cardinale Eitel Friedrich von Hohenzollern-Sigmaringen (1623)